# Jeff Daniels
Jeff Daniels (eredeti neve: Jeffrey Warren Daniels) (Athens, Georgia, 1955. február 19. –) kétszeres Primetime Emmy-díjas amerikai színész, drámaíró.

## Élete és pályafutása
Jeff Daniels Michiganben nőtt fel. Tanulmányait a Közép-michigani Egyetem angol szakján végezte el.
1981-ben debütált a Ragtime című filmben, majd játszott Debra Wingerrel az 1983-as Becéző szavak című drámai vígjátékban. Háromszor jelölték Golden Globe-díj-ra: a Kairó bíbor rózsája című Woody Allen-musicallel, illetve a Valami vadság és A tintahal és a bálna című filmekben nyújtott alakításaiért. 1991-ben Purple Rose Theater néven szülővárosában színházat alapított. 1994-ben a Dumb és Dumber – Dilibogyók című vígjátékban játszott főszerepet Jim Carreyvel, amelynek második részét húsz évvel később készítették el, Dumb és Dumber kettyó címmel. 1996-ban a 101 kiskutya című filmben Rogert alakította.
Számos színpadi szerepet játszott a Broadwayn. 2009-ben Tony-díjra jelölték a God of Carnage (Az öldöklés istene) , a Blackbird és a Ne bántsátok a feketerigót! című darabokban nyújtott alakításaiért. 2012-ben a Looper – A jövő gyilkosa című sci-fiben kapott jelentős szerepet.
2012 és 2014 között a Híradósok című, HBO-n futó sikersorozatban játszott főszerepet. A sorozatnak köszönhetően Primetime Emmy-díjat nyert 2013-ban.

## Magánélete
1979-ben házasságot kötött középiskolai szerelmével, Kathleen Treadóval.

## Filmográfia

### Film

#### Rendező, író és producer
| Év   | Cím                                | Feladatkör | Feladatkör | Feladatkör |
| Év   | Cím                                | Rendező    | Író        | Producer   |
| ---- | ---------------------------------- | ---------- | ---------- | ---------- |
| 2001 | Escanaba in da Moonlight           | Igen       | Igen       | Nem        |
| 2002 | Háziasszonyok öröme (Super Sucker) | Igen       | Igen       | Nem        |
| 2019 | Guest Artist                       | Igen       | Nem        | Igen       |

#### Színész
| Év   | Magyar cím                         | Eredeti cím                     | Szerep                              | Magyar hang                 | Rendező                    |
| ---- | ---------------------------------- | ------------------------------- | ----------------------------------- | --------------------------- | -------------------------- |
| 1981 | Ragtime                            | Ragtime                         | P. C. O'Donnell                     | Dörner György               | Miloš Forman               |
| 1983 | Becéző szavak                      | Terms of Endearment             | Flap Horton                         | Hegedűs D. Géza             | James L. Brooks            |
| 1983 | Becéző szavak                      | Terms of Endearment             | Flap Horton                         | Széles László               | James L. Brooks            |
| 1985 | Kairó bíbor rózsája                | The Purple Rose of Cairo        | Tom Baxter / Gil Shepherd           | Szakácsi Sándor             | Woody Allen (1.)           |
| 1985 | Kairó bíbor rózsája                | The Purple Rose of Cairo        | Tom Baxter / Gil Shepherd           | Széles László               | Woody Allen (1.)           |
| 1985 | Marie                              | Marie                           | Eddie Sisk                          | Csernák János               | Roger Donaldson            |
| 1986 | Valami vadság                      | Something Wild                  | Charles Driggs                      | Malcsiner Péter             | Jonathan Demme             |
| 1986 | Féltékenység                       | Heartburn                       | Richard                             | Rosta Sándor                | Mike Nichols               |
| 1987 | A rádió aranykora                  | Radio Days                      | Biff Baxter                         | Izsóf Vilmos / Konrád Antal | Woody Allen (2.)           |
| 1988 | Amerikai négyes                    | Sweet Hearts Dance              | Sam Manners                         | Kocsis György               | Robert Greenwald           |
| 1988 | Ház a Carroll Street-en            | The House on Carroll Street     | Cochran                             | Rátóti Zoltán               | Peter Yates                |
| 1988 | Ház a Carroll Street-en            | The House on Carroll Street     | Cochran                             | Kapácsy Miklós              | Peter Yates                |
| 1989 | Nehéz eset                         | Checking Out                    | Ray Macklin                         | Sztarenki Pál               | David Leland               |
| 1990 | Arachnophobia – Pókiszony          | Arachnophobia                   | Ross Jennings                       | Csernák János               | Frank Marshall             |
| 1990 | A siker teszi az embert            | Welcome Home, Roxy Carmichael   | Denton Webb                         | Haás Vander Péter           | Jim Abrahams               |
| 1990 | Hűséges nőcsábász                  | Love Hurts                      | Paul Weaver                         | Forgács Péter               | Bud Yorkin                 |
| 1991 | Csere-bere páros                   | The Butcher's Wife              | Dr. Alex Tremor                     | Gáti Oszkár                 | Terry Hughes               |
| 1991 | Csere-bere páros                   | The Butcher's Wife              | Dr. Alex Tremor                     | Kautzky Armand              | Terry Hughes               |
| 1992 | Időrés                             | Timescape                       | Ben Wilson                          | Forgács Péter               | David Twohy                |
| 1992 | Időrés                             | Timescape                       | Ben Wilson                          | Schnell Ádám                | David Twohy                |
| 1992 | Ha kikaparod, megkapod             | There Goes the Neighborhood     | Willis Embry                        | Szabó Sipos Barnabás        | Bill Phillips              |
| 1993 | Eső mennydörgés nélkül             | Rain Without Thunder            | Jonathan Garson                     |                             | Gary O. Bennett            |
| 1993 | Gettysburg                         | Gettysburg                      | Joshua Lawrence Chamberlain ezredes | Vass Gábor                  | Ronald F. Maxwell (1.)     |
| 1994 | Féktelenül                         | Speed                           | Harry Temple rendőr                 | Szabó Sipos Barnabás        | Jan de Bont                |
| 1994 | Dumb és Dumber – Dilibogyók        | Dumb and Dumber                 | Harry Dunne / Dumber                | Haás Vander Péter           | Peter Farrelly             |
| 1996 | Repülj velem!                      | Fly Away Home                   | Thomas Alden                        | Dörner György               | Carroll Ballard            |
| 1996 | Repülj velem!                      | Fly Away Home                   | Thomas Alden                        | Forgács Péter               | Carroll Ballard            |
| 1996 | Két nap a völgyben                 | 2 Days in the Valley            | Alvin Strayer                       | Forgács Péter               | John Herzfeld              |
| 1996 | 101 kiskutya                       | 101 Dalmatians                  | Roger Dearly                        | Szabó Sipos Barnabás        | Stephen Herek              |
| 1997 | Egyedül nem megy                   | Trial and Error                 | Charlie Tuttle                      | Szabó Sipos Barnabás        | Jonathan Lynn              |
| 1998 | Pleasantville                      | Pleasantville                   | Bill Johnson                        | Rosta Sándor                | Gary Ross                  |
| 1999 | Kedvenc marslakóm                  | My Favorite Martian             | Tim O'Hara                          | Szabó Sipos Barnabás        | Donald Petrie              |
| 1999 | A hangos revolverek városa         | All the Rage                    | Warren Harding                      | Haás Vander Péter           | James D. Stern             |
| 2000 | Alvás! ZAVAR                       | Chasing Sleep                   | Ed Saxon                            | Juhász György               | Michael Walker             |
| 2001 |                                    | Escanaba in da Moonlight        | Reuben Soady                        |                             | Jeff Daniels (1.)          |
| 2002 | Háziasszonyok öröme                | Super Sucker                    | Fred Barlow                         | Rosta Sándor                | Jeff Daniels (2.)          |
| 2002 | Véres munka                        | Blood Work                      | Jasper "Buddy" Noone                | Csankó Zoltán               | Clint Eastwood             |
| 2002 | Az órák                            | The Hours                       | Louis Waters                        | Csankó Zoltán               | Stephen Daldry             |
| 2003 | Istenek és katonák                 | Gods and Generals               | Joshua Chamberlain ezredes          | Haás Vander Péter           | Ronald F. Maxwell (2.)     |
| 2003 | Szemtanú                           | I Witness                       | James Rhodes                        | Sörös Sándor                | Rowdy Herrington           |
| 2004 | Családom titkai                    | Imaginary Heroes                | Ben Travis                          | Haás Vander Péter           | Dan Harris                 |
| 2005 | A tintahal és a bálna              | The Squid and the Whale         | Bernard Berkman                     | Trokán Péter                | Noah Baumbach              |
| 2005 | Egy kutya miatt                    | Because of Winn-Dixie           | Prédikátor                          | Széles László               | Wayne Wang                 |
| 2005 | Jó estét, jó szerencsét!           | Good Night, and Good Luck       | Sig Mickelson                       | Rosta Sándor                | George Clooney             |
| 2006 | Rumlis vakáció                     | RV                              | Travis Gornicke                     | Trokán Péter                | Barry Sonnenfeld           |
| 2006 | A hírhedt                          | Infamous                        | Alvin Dewey                         | Haás Vander Péter           | Douglas McGrath            |
| 2007 | A kulcsfigura                      | The Lookout                     | Lewis                               |                             | Scott Frank                |
| 2007 | Mama kicsi fia                     | Mama's Boy                      | Mert Rosenbloom                     | Haás Vander Péter           | Tim Hamilton               |
| 2007 |                                    | A Plumm Summer                  | narrátor                            |                             | Caroline Zelder            |
| 2008 | Csimpilóták                        | Space Chimps                    | Zartog (hangja)                     | Bolla Róbert                | Kirk DeMicco               |
| 2008 | Az áruló                           | Traitor                         | Carter                              | Rosta Sándor                | Jeffrey Nachmanoff         |
| 2009 | A dolgok állása                    | State of Play                   | George Fergus                       | Rosta Sándor                | Kevin Macdonald            |
| 2009 | A mindenttudó                      | The Answer Man                  | Arlen Faber                         | Csankó Zoltán               | John Hindman               |
| 2009 | Továbbállók                        | Away We Go                      | Jerry Farlander                     | Rosta Sándor                | Sam Mendes                 |
| 2009 | Ryan Reynolds, a képzelt szuperhős | Paper Man                       | Richard Dunn                        | Csankó Zoltán               | Kieran és Michele Mulroney |
| 2010 | Üvöltés                            | Howl                            | David Kirk professzor               | Kőszegi Ákos                | Rob Epstein                |
| 2010 | Üvöltés                            | Howl                            | David Kirk professzor               | Kőszegi Ákos                | Jeffrey Friedman           |
| 2012 | Looper – A jövő gyilkosa           | Looper                          | Abe                                 | Haás Vander Péter           | Rian Johnson               |
| 2014 | Dumb és Dumber kettyó              | Dumb and Dumber To              | Harry Dunne / Dumber                | Haás Vander Péter           | Bobby és Peter Farrelly    |
| 2015 | Steve Jobs                         | Steve Jobs                      | John Sculley                        | Máté Gábor                  | Danny Boyle                |
| 2015 | Mentőexpedíció                     | The Martian                     | Teddy Sanders                       | Mihályi Győző               | Ridley Scott               |
| 2016 | A beavatott-sorozat: A hűséges     | The Divergent Series: Allegiant | David igazgató                      | Szabó Sipos Barnabás        | Robert Schwentke           |
| 2018 |                                    | The Catcher Was a Spy           | William Joseph Donovan              |                             | Ben Lewin                  |
| 2019 |                                    | Guest Artist                    | Joseph Harris                       |                             | Timothy Busfield           |
| 2020 |                                    | Adam                            | Mickey                              |                             | Michael Uppendahl          |

### Televízió
| Év         | Magyar cím                               | Eredeti cím                             | Szerep                | Megjegyzések                                  |
| ---------- | ---------------------------------------- | --------------------------------------- | --------------------- | --------------------------------------------- |
| 1980       | Hawaii Five-O                            | Hawaii Five-O                           | Neal Forrester        | 1 epizód                                      |
| 1980       |                                          | A Rumor of War                          | káplán                | minisorozat (2 epizód)                        |
| 1980       |                                          | Breaking Away                           | főiskolás srác        | 1 epizód                                      |
| 1982       |                                          | Catalina C-Lab                          | Rick Guthrie          | tévéfilm                                      |
| 1982       |                                          | American Playhouse                      | Jed Jenkins           | 1 epizód                                      |
| 1983       |                                          | An Invasion of Privacy                  | Francis Ryan          | tévéfilm                                      |
| 1988       | Zendülés a Caine hadihajón               | The Caine Mutiny Court-Martial          | Stephen Maryk hadnagy | - tévéfilm - magyar hangja: - Kautzky Armand  |
| 1988       |                                          | Tanner '88                              | parkőr                | minisorozat (1 epizód)                        |
| 1989       |                                          | No Place Like Home                      | Mike Cooper           | tévéfilm                                      |
| 1991, 1995 | Saturday Night Live                      | Saturday Night Live                     | önmaga (házigazda)    | 2 epizód                                      |
| 1992       | A politika színpadán                     | Teamster Boss: The Jackie Presser Story | Tom Noonan            | tévéfilm                                      |
| 1993       | Frasier – A dumagép                      | Frasier                                 | Doug (hangja)         | 1 epizód                                      |
| 2000       | Átkelés                                  | The Crossing                            | George Washington     | - tévéfilm - magyar hangja: - Széles László   |
| 2000       | Csalók                                   | Cheaters                                | Dr. Gerard Plecki     | tévéfilm                                      |
| 2004       | Hölgyem, Isten áldja                     | The Goodbye Girl                        | Elliot Garfield       | - tévéfilm - magyar hangja: - Csankó Zoltán   |
| 2004       | Öten a Mennyországból                    | The Five People You Meet in Heaven      | The Blue Man          | - tévéfilm - magyar hangja: - Sörös Sándor    |
| 2008       | Kedves kis semmiség                      | Sweet Nothing in My Ear                 | Dan Miller            | tévéfilm                                      |
| 2012–2014  | Híradósok                                | The Newsroom                            | Will McAvoy           | 25 epizód                                     |
| 2013       | Family Guy                               | Family Guy                              | önmaga (hangja)       | 1 epizód                                      |
| 2014       |                                          | The Graham Norton Show                  | önmaga (vendég)       | 1 epizód                                      |
| 2017       | Isten nélkül                             | Godless                                 | Frank Griffin         | 7 epizód                                      |
| 2018       |                                          | The Looming Tower                       | John O'Neill          | minisorozat (10 epizód)                       |
| 2018       |                                          | The Emperor's Newest Clothes            | uralkodó              | tévéfilm                                      |
| 2020       |                                          | Washington                              | narrátor (hangja)     | minisorozat (3 epizód)                        |
| 2020       |                                          | The Comey Rule                          | James Comey           | minisorozat (2 epizód)                        |
| 2020       |                                          | Impractical Jokers                      | önmaga                | 2 epizód                                      |
| 2021       | Szept. 11. – Az elnök háborús szobájában | 9/11: Inside the President's War Room   | narrátor              | dokumentumfilm                                |
| 2021–2024  |                                          | American Rust                           | Del Harris            | főszereplő                                    |
| 2024       | Talpig férfi                             | A Man in Full                           | Charlie Croker        | - főszereplő - magyar hangja: - Csankó Zoltán |

## Művei
- Shoe Man
- The Tropical Pickle
- The Vast Difference
- The Kingdom's Coming

## Fontosabb díjak és jelölések
Golden Globe-díj
- 2021 jelölés: legjobb férfi főszereplőnek – minisorozat vagy tévéfilm  (The Comey Rule)
- 2013 jelölés: legjobb férfi főszereplőnek – drámasorozat (Híradósok)
- 2006 jelölés: legjobb férfi főszereplőnek – zenés film vagy vígjáték (A tintahal és a bálna)
- 1987 jelölés: legjobb férfi főszereplőnek – zenés film vagy vígjáték (Valami vadság)
- 1986 jelölés: legjobb férfi főszereplőnek – zenés film vagy vígjáték (Kairó bíbor rózsája)

Primetime Emmy-díj
- 2018 jelölés: legjobb férfi főszereplőnek – minisorozat vagy tévéfilm  (The Looming Tower)
- 2018 díj: legjobb férfi mellékszereplőnek – minisorozat vagy tévéfilm (Isten nélkül)
- 2015 jelölés: legjobb férfi főszereplőnek – drámasorozat (Híradósok)
- 2014 jelölés: legjobb férfi főszereplőnek – drámasorozat (Híradósok)
- 2013 díj: legjobb férfi főszereplőnek – drámasorozat  (Híradósok)